# Mundilfœri
Nella mitologia norrena, Mundilfœri (chiamato anche Mundilfari) era un gigante, sposo di Glaur, padre di Sól, la dea del Sole, e di Máni, il dio della Luna.

"Mundilfæri heitir,

hann er mána faðir

ok svá Sólar it sama;

himin hverfa

þau skolo hverjan dag

öldom at ártali.»

"Mundilfœri si chiama

colui che fu il padre della luna

e del sole ugualmente;

il cielo percorreranno

quei due ogni giorno

per segnare agli uomini il tempo."»
(Edda poetica - Vafþrúðnismál - Il discorso di Vafþrúðnir XXIII)
La leggenda narra che quando nacquero i suoi figli erano così belli che lui li chiamò appunto Máni e Sól. Gli dèi si arrabbiarono per questo orgoglio e presero i due bambini, mettendoli entrambi nel cielo a guidare i carri del Sole e della Luna, che gli dei avevano creato usando il fuoco di Múspellsheimr. I due sono entrambi inseguiti da due orribili lupi figli di Fenrir, che si chiamano Skǫll e Hati. Questa vicenda è narrata nel Gylfaginning:
(Snorri Sturluson - Edda poetica - Gylfaginning XI.)
Con il suo nome è stato denominato uno dei satelliti naturali di Saturno, Mundilfari per l'appunto.